# Homer (Alaska)
|  | Denne artikel omhandler byen Homer i Alaska. For andre betydninger af Homer, se Homer (flertydig). |
Homer er en amerikansk by og administrativt centrum for det amerikanske county Kenai Peninsula Borough i staten Alaska. Byen har et areal på 69 km2
og et indbyggertal på 5.522 (2020) indbyggere.

## Geografi
Homer ligger på positionen 59°38'35" nord, 151°31'33" vest på Kachemak-bugtens kyst på den sydvestlige side af Kenai-halvøen. Byens mest iøjnefaldende kendetegn er Homer Spit, en smal 7,2 km lang landtange, som går fra land ud i bugten, og som huser Homer havn. Meget af kystlinjen så vel som Homer Spit sank dramatisk under langfredagsjordskælvet i Alaska i marts 1964. Efter jordskælvet var meget lidt vegetation i stand til at overleve på Homer Spit.
Ifølge United States Census Bureau har byen et totalt areal på 58 km2 af hvilke 27 km2 er land og 31 km2 er vand. Det totale areal består af 52,83% vand.

### Klima
Som meget af Southcentral Alaska har Homer et moderat subpolarklima (Köppen Dsc) på grund af de kølige somre. Vintrene er snefulde og lange, men ikke særlig kolde, især når breddegradden tages i betragtning, og januar måneds højeste gennemsnitstemperaturer ligger kun lidt under frysepunktet. Snefaldet er gennemsnitligt 127 cm, og finder sted mellem november til marts med mindre mængder i oktober og april, og sjældent i maj. Somrene er kølige på grund af indvirkningen fra havet med højeste temperaturer meget sjældent over 24 grader. Ekstremtemperaturerne var -31 °C i 1989 og 29 °C i 2011.

## Historie
Udgravninger peger på, at Alutiiq-folket nok slog lejr i Homer-området selv om deres landsbyer lå på den fjerne side af Kachemak-bugten.
Kul blev opdaget i området i 1890'erne. Firmaet Cook Inlet Coal Fields Company byggede en by med dok, kulmine og jernbane. Kulminedrift i området fortsatte til 2. verdenskrig. Det anslås, at der stadig er 400 millioner ton kuldepoter i området.
Homer er opkaldt efter Homer Pennock, som promoverede guldminedrift. Han ankom i 1896 til Homer-tangen og byggede indkvartering til sin gruppe på 50 mand. Guldminedrift blev dog aldrig profitabel i området.
En anden tidlig bebyggelse var Miller's Landing, tæt på Homer, som er opkaldt efter Charles Miller, som havde et husmandssted i området omkring 1915. Ifølge den lokale historiker Janet Klein var han også ansat ved Alaska Railroad og holdt firmaets heste på strandengene på Homer Spit. Han byggede et anløbssted i Kachemak-bugten, hvor forsyningspramme fra Seldovia kunne lægge til og losse deres gods. Miller's Landing blev betragtet som en separat bebyggelse indtil den officielt blev en del af Homer i 2002.
Sportsfiskeri efter helleflynder og laks er sammen med turisme, fiskeri og træproduktion de dominerende erhverv. Homer var medvært for Arctic Winter Games i 2006. Alaska Maritime National Wildlife Refuge og Kachemak Bay Research Reserve driver sammen et besøgscenter med udstillinger, kendt som "Alaska Islands and Ocean Visitor Center", og der findes et kulturelt og historisk museum med navnet "The Pratt Museum".

## Transport
Homer er den sydligste by på Alaskas kontinentale hovedvejssystem. Byen er også en del af færgesystemet Alaska Marine Highway. Homers regionale lufthavn ligger også nær kysten, og har to lokale flytaxier og ruteflyvninger til Anchorage. Homer fik sit første trafiklys i 2005.